# Allotinus absens
Allotinus absens är en fjärilsart som beskrevs av Druce 1895. Allotinus absens ingår i släktet Allotinus och familjen juvelvingar. Inga underarter finns listade i Catalogue of Life.